# Ludolf van Saksen

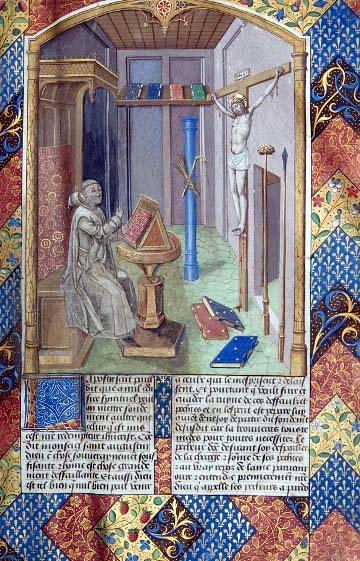
Vita Christi in Franse vertaling, manuscript uit ca. 1490, University of Glasgow Library, SSp Coll MSS Hunter 36-39, Vol. 1, fol. 1 (miniatuur door de Meester van Jacques de Besançon)

Ludolf van Saksen (Latijn: Ludolphus de Saxonia) of Ludolf de Kartuizer (ca. 1295 – 1378) was een Duitse kartuizer monnik en theoloog uit de veertiende eeuw.
Zijn belangrijkste werk was de Vita Christi ("Het leven van Christus"). Het had een belangrijke invloed op de ontwikkeling van de technieken voor christelijke meditatie door de introductie van het idee dat de gelovigen zich zo sterk moesten inleven in de gebeurtenissen in het leven van Christus, dat ze het gevoel kregen dat ze er zelf bij waren. Dit werd een populair concept in de beweging van de Moderne Devotie en beïnvloedde later Ignatius van Loyola.

## Biografie
Er is weinig bekend over het leven van Ludolf van Saksen. Zijn geboortejaar wordt geschat op 1295. Er bestaat evenmin zekerheid over zijn geboorteland. Ondanks zijn bijnaam "van Saksen", kan hij – zoals Jacques Échard vermeldt – evengoed geboren zijn in het bisdom Keulen of in het bisdom Mainz, die beide tot de provincie Saksen behoorden. Mogelijk rond 1310 werd hij eerst dominicaan. Deze veronderstelling is gebaseerd op zijn geschatte geboortedatum en de normale ouderdom voor een intrede bij de dominicanen. Hij legde met glans zijn literaire en theologische studies af en heeft vermoedelijk op de scholen van Johannes Tauler en Hendricus Suso alle finesses van het spirituele leven leren kennen.
Na een actief leven van zo'n dertig jaar kreeg hij in 1340 toestemming kartuizer te worden. Hij voelde zich aangetrokken tot een strenger leven van stilte en eenzaamheid zoals dit door deze orde in de praktijk wordt gebracht. In dat jaar trad hij in in de kartuizerij van Straatsburg. Drie jaar later werd hij geroepen de leiding op zich te nemen van de in 1331 gestichte kartuizerij van Koblenz, maar gewetensbezwaren leidden ertoe dat hij reeds in 1348 zijn ambt van prior neerlegde.  Nadat hij opnieuw een eenvoudige monnik werd, leefde hij de laatste dertig jaar van zijn leven in afzondering en gebed. Hij stierf op 13 april 1378 op ruim tachtigjarige leeftijd. Hij werd alom hooggeacht om zijn vroomheid, alhoewel hem nooit een publieke verering te beurt viel.

## Werken
Ludolf is vooral bekend om twee werken. Het eerste werk is een commentaar op de Psalmen, getiteld Enarratio clarissima in Psalmos. Het is een beknopte, maar heldere uiteenzetting, waarin hij vooral de spirituele betekenis benadrukt, in navolging van Hiëronymus, Augustinus, Cassiodorus en Petrus Lombardus. Dit commentaar was bijzonder populair in Duitsland en is in meerdere edities overgeleverd, waarvan de oudste dateert van 1491.
Zijn hoofdwerk is Vita Christi ("Het leven van Christus"). Dit is geen eenvoudige levensbeschrijving, maar een combinatie van geschiedschrijving, een commentaar op de evangelies met lange citaten uit werken van de kerkvaders, een reeks dogmatische en morele verhandelingen, spirituele aansporingen, meditaties en gebeden. Als leidraad hiervoor gebruikt hij het leven van Christus vanaf Zijn geboorte tot en met Zijn Hemelvaart. Het destijds uiterst populaire boek wordt wel een summa evangelica genoemd, waarin de auteur beknopt samenvat wat meer dan 60 auteurs over spirituele zaken geschreven hebben. De eerste gedrukte editie verscheen in de jaren 1470.
Volgens sommigen heeft Ludolf ook de Speculum Humanae Salvationis geschreven. Andere verhandelingen en preken van hem zijn verloren gegaan of kunnen slechts zeer twijfelachtig aan hem worden toegeschreven.

## Invloed
Rond 1400 ontstond in de Nederlanden Dat Leven ons Heren Jhesu Cristi, een compilatie van de Vita Christi en de Meditationes vitae Christi van pseudo-Bonaventura. Daarom spreekt men ook wel over het pseudo-Bonaventura-Ludolfiaanse Leven van Jezus. Dit door leken geschreven werk kende een grote verspreiding in de Nederlanden en Duitsland. Het meditatieve aspect ervan beïnvloedde Thomas a Kempis. Diens beroemde werk De imitatione Christi is zelfs enige tijd aan Ludolf van Saksen toegeschreven, zij het incorrect.
Ook in de kunst heeft de Vita Christi invloed gehad, waaronder het Kruisigingsretabel van Jacob de Baerze en Johannes de Doper in de wildernis van Geertgen tot Sint Jans.